# جون هورن بلاكمور
جون هورن بلاكمور (بالإنجليزية: John Horne Blackmore) (و. 1890 – 1971 م) هو سياسي من كندا .